# Abiti simultanei
Con la definizione Abiti simultanei, che deriva dal francese Robe simultanée, vengono indicati gli abiti di Sonia Terk Delaunay realizzati nell'arco di tempo che intercorre dal 1925, anno in cui registra il suo marchio Simultanée e inaugura la sua maison propria, e il 1930, anno della chiusura dello stesso.
Il proposito della creazione di questi abiti le venne nel 1911, quando fece una coperta per il figlio cucendo insieme tanti pezzi di stoffa di diversi colori e materiali. I tessuti adoperati dalla designer per la realizzazione dei suoi abiti furono disegnati da Sonia a partire dagli anni '20 del XX secolo e continuò a progettarli anche dopo la chiusura della maison, fino alla metà degli anni '60. 
Gli Abiti simultanei vengono ispirati a Sonia dal movimento del cubismo orfico, corrente artistica di cui suo marito Robert Delaunay fu ideatore e massimo esponente, in cui l'importanza dei rapporti geometrici si unisce inscindibilmente al dinamismo del colore. Il principio giuda alla base della creazione di questi abiti è la giustapposizione di colori contrastanti e l'assemblaggio di tessuti diversi. 
Gli abiti simultanei sono costituiti da forme semplici e taglio dritto per far risaltare il colore, che è il protagonista indiscusso delle creazioni di Sonia. I tessuti che compongono gli abiti sono caratterizzati da texture vivaci raffiguranti composizioni di rettangoli, cerchi, figure geometriche regolari e irregolari, linee e macchie di colore. L'Atelier simultanée, un laboratorio di moda e di arte applicata, è il luogo in cui vedono la luce gli abiti di Sonia Delaunay e gli altri prodotti di sartoria basati sulla teoria del contrasto simultaneo. 
Il contrasto simultaneo, teoria sviluppata da Michel Eugène Chevreul, è un effetto ottico che si raggiunge accostando colori contrari per accentuarne la brillantezza.
L'attività della Maison Delaunay cesserà nel 1930 in conseguenza alla grave crisi finanziaria causata dal crollo della Borsa di Wall Street avvenuta nell'ottobre 1929. In seguito a questo evento le ordinazioni dei prodotti di Sonia cessarono e nell'arco di pochi mesi fu costretta a chiudere la sua casa di moda.